# Уваров, Николай Николаевич
Никола́й Никола́евич Ува́ров (29 октября 1941 — 20 января 2019) — латвийский художник-концептуалист, член Союза художников СССР.

## Биография
Родился 29 октября 1941 года в Ташкенте, Узбекской ССР в доме своего деда по материнской линии Александра Матвеевича Самсонова, профессионального кондитера, когда-то державшего заведения в Ташкенте, Самарканде, Андижане. По отцовской линии принадлежал к одной из ветвей князей Уваровых. Его дед, прадед и даже прапрадед были православными священниками. Отец Николая Николаевича был школьным учителем русского языка и литературы, мать преподавала синтаксис в университете.
В 1946 году, когда Николаю было 5 лет, его мать переехала в Латвию к своей сестре. Однако Средняя Азия осталась в сердце Уварова и всю жизнь он стремился там побывать хотя бы раз в год.
Способности к рисованию еще в детском саду заметила воспитатель Елена Игнатьевна Дзюба. Пятиклассником он поступил в студию Аусеклиса Баушкениекса в Рижском дворце пионеров. Прозанимавшись два года, перешёл в народную изобразительную студию Центральном доме культуры профсоюзов под руководством известного акварелиста Эдуарда Юркелиса.
Трудовой путь начал на Рижском фарфоровом заводе (до 1940 года — Кузнецовский завод).
В 1960 году был призван в Советскую Армию, проходил службу в ракетных войсках в Белоруссии. Там увлёкся изучением истории живописи, перечитав все книги на эту тему в полковой библиотеке. «Восторгался Домье, импрессионистами, зачитывался Стендалем. Но однажды понял, что романтизм — одна из форм полного идиотизма, и пришел к реализму», — написал художник на своем сайте.[значимость факта?]
После демобилизации был принят учеником в художественное конструкторское бюро (1963—1964) и параллельно готовился к поступлению в Московский полиграфический институт, мечтая стать иллюстратором книг. Дважды не прошёл по конкурсу и поступил в Латвийскую академию художеств на отделение графики в 1965 году.
Учился у таких классиков латвийского искусства, как Лео Свемпс (живопись), Петерис Упитис (книжная графика), Александр Станкевич (прикладная графика). В свободное время подрабатывал оформителем на заводах, изготавливая патриотические плакаты и лозунги. Эта работа хорошо оплачивалась в дополнение к студенческой стипендии 28 рублей.
По окончании вуза (1971) был распределён дизайнером на Рижский электромеханический завод производственного объединения «Радиотехника», но на производстве не прижился и ушёл работать школьным учителем рисования в 37-ю рижскую среднюю школу (1972—1977).
В 1977 году Уварова пригласили художником в газету «Советская молодёжь», где он проработал до 1980 года. Создал узнаваемый фирменный стиль газеты, оформление газетных рубрик.
В следующие восемь лет он трудился старшим художником редакционно-издательского отдела Рижского медицинского института, отвечая за выпуск полиграфической продукции — книг, брошюр, наглядных и учебно-методических пособий.
Летом 1988 года, получив уведомление об увольнении, стал «свободным художником».
В конце 1980-х Уваров выступил учредителем Балто-Славянского общества.
Начало и расцвет 1990-х Уваров отметил иронической серией карикатур, которые назвал «дебилинами», высмеивая стяжательство, спесь, скудоумие чиновников и новоявленных буржуа. На этот жанр его натолкнуло знакомство с ленинградскими «митьками» и серией работ Дмитрия Шагина «Добрые дела». Личная встреча с «митьками» состоялась накануне 75-летия Уварова, когда питерцы навестили рижского художника в его квартирке в обычной рижской «хрущёвке».
В стиле «Дебилин» Уваров проиллюстрировал книгу «страшилок» Эдуарда Успенского и Андрея Усачёва «Ужасный фольклор советских детей». «Дебилины» на злобу дня публиковали газеты «Бизнес & Балтия», «СМ-сегодня», «Бизнес-Шанс», серии сатирической и философской графики неоднократно выставлялись.
Уваров много работал над миниатюрами, изображающими пейзажи Средней Азии.
«Николай Николаевич Уваров принадлежит к редкому во все времена типу художника-интеллектуала. Свое вдохновение он черпает в самых неожиданных сферах — от рассказов Брэдбери до сказания о Гильгамеше. И воплощает его с безукоризненным академическим мастерством в самых разных техниках — масло и офорт, линогравюра и акварель, карандаш, тушь. Космический лиризм вдруг сменяется едким политическим сарказмом, трагическое мировосприятие — щедрым раблезианским юмором», — написал об Уварове литератор Николай Гуданец.
В последние годы жизни Николай Николаевич изобрёл собственную технику рисунка растворимым кофе и много работал в жанре акварели.
Самой известной и популярной его работой стали «Одуванчики», навеянные произведениями Рэя Брэдбери, к человечной фантастике которого тяготел Николай Николаевич и поэтому называл себя «брэдберианцем». «Всю жизнь — одинокий волк, но хочу жить свободным среди свободных людей. На сей день имею 20 направлений в своем творчестве, но мечтаю работать только в одном — „брэдберианском“ направлении», — определял свое место в искусстве Уваров.[значимость факта?] Одна из работ Уварова хранится в коллекции писателя-фантаста.
Умер 20 января 2019 года в Риге.

## Преподавательская деятельность
С 1998 по 2003 год Николай Уваров вёл спецкурс по стимулированию воображения на факультете дизайна Балтийского Русского института. Этот курс восходит к его учительской практике в 37-й средней школе, где он также стремился развивать у детей воображение.
С начала 1990-х и до последних дней давал частные уроки в собственной студии, так как из-за болезни ног стал с трудом передвигаться.
Ученики Уварова — художник и преподаватель Анна Тихомирова, архитектор Дмитрий Аверьянов.

## Творчество
Начинал в жанре графики во время службы в армии.
Затем сделал иллюстрации к аккадскому эпосу «Гильгамеш», изданные спустя много лет отдельной книгой.
В 1975 году сделал цикл иллюстраций к «Ветхому завету», успев пройти 38 глав.

## Выставки[2]

### Персональные выставки
Русским художникам в Латвии всегда было труднее продвигать своё творчество, поэтому еще с 1970-х годов Уваров выставлял свои работы локально и с помощью почитателей в академической среде:  в Институте физики Академии наук Латвийской ССР (1973), в Музее медицины (1983), в Институте биологии Академии наук Латвийской ССР (1987).  В 1983—1986 годах у него прошло пять «подвальных» выставок (андерграунд).
В 1990-е годы его поддерживал галерист Андрей Кармин, который провёл две его персональные выставки — в 1992 и в 2002 году, а также предприниматель Иван Тыщенко, предоставивший для вернисажей в 1996 и 1998 году салон Wess-Toyota.
Самой значимой в творчестве Уварова стала выставка национального масштаба в соборе Св. Петра в Риге в 1994 году, на которой был представлен альбом графики «Пардаугава». Каталог выставки был издан в виде серии листов с аннотацией в формате А3.
В 1997 году Уваров наиболее полно представил свои среднеазиатские миниатюры на выставке «Тянь-Шань» в галерее Ассоциации национально-культурных обществ Латвии.
С 2000 по 2002 год Уваров ежегодно выставлялся на крупной международной выставке «ART-САЛОН» (Рига, выставочный зал Кипсала).
В связи с ухудшением здоровья в выставочной деятельности художника наступил 15-летний перерыв, после которого в 2017 году прошла его последняя прижизненная ретроспективная выставка в галерее Art Studio.

### Групповые выставки
- 1988 — Группа «Свободное искусство», Рига.
- 1990 — Группа «Свободное искусство», Рига.
- 1997 — Выставка «Женщина и балет» в галерее Raunas 17.
- 1998 — Выставка «Город» в галерее Raunas 17.

## Персональный сайт
http://www.uvarov-art.com/